# L'Escomelleda
L'Escomelleda és una muntanya de 1.966,7 metres d'altitud del terme municipal de Vall de Cardós, a la comarca del Pallars Sobirà, dins del territori de l'antic terme d'Estaon.
Està situada a llevant del Montalto, del qual és, de fet, el contrafort de llevant. També queda al nord del Coll de Campirme.